# Raión de Letychiv
Raión de Letychiv (en ucraniano: Летичівський район) es un antiguo raión o distrito de Ucrania en el óblast de Jmelnitski. 
Comprende una superficie de 951 km².
La capital fue la ciudad de Letychiv.

## Demografía
Según estimación 2010 contaba con una población total de 30569 habitantes.

## Otros datos
El código KOATUU fue 6823000000. El código postal 31500 y el prefijo telefónico +380 3857.